# マリア・ライヘ
マリア・ライヘ（独: Maria Reiche、1903年5月15日 - 1998年6月8日）は、ドイツ出身の数学者、考古学者。ペルーのナスカの地上絵の研究および保護活動で知られる。彼女の死後には生前に住んでいた家がマリア・ライヘ博物館として公開された。なお、ライヘはライヒェとも表記される。

## 来歴
1903年5月15日、裁判官である父マックス・フェリックス・ライヘ・グローセと、母アンナ・エリーザベト・ノイマンの娘としてドレスデンにて生まれる。妹と弟がいる。1914年、マリアが11歳のときにサライェヴォ事件が起こり、1916年のソンム会戦で父親が戦死する。その後ドレスデンの市立学校へ進学、1922年に卒業後は家計の事情もあり大学進学は断念し、小学校の教育法コースを受け小学校の教師となる。しかし折からのインフレにより大学の授業料がただ同然の金額になったことから、1924年にドレスデン工科大学に入学する。大学では数学と天文学、地理学と外国語を学ぶ。彼女は5か国語を話せた。1925年前期にはハンブルク大学でも単位を取得、1928年にはドレスデン工科大学を卒業した。
大学卒業後はドレスデン、のちにハンブルクで教師の仕事をしていたが、あるとき新聞で南米ペルーへの教師募集の広告を目にし、ドイツを出たいという思いから応募し、採用される。1932年4月、ペルーに到着し、クスコにあるドイツ領事の子供たちの家庭教師として働き始める。
1934年にサボテンのトゲによる傷が悪化し壊疽で指を1本失う。家庭教師は4年の契約だったが2年で打ち切られ、一時クスコを離れリマの近くのアンコンで過ごす。1935年にいったんドイツに帰国し長期滞在許可を得ると、再びペルーに戻りリマに移り住む。リマでは学校教師の仕事に加え、考古学者フリオ・テーヨの助手として学術論文の翻訳などに携わる。この頃、生涯の親友となるエイミー・メレディスと出会う。
第二次世界大戦が勃発した際、彼女はドイツに帰国しない決心をし、ナスカ砂漠の上空を飛行中に直線と図形を発見する。
1939年にリマで、ナスカの砂漠に広がるラインについての専門家が集まり国際アメリカニスト会議が開催、参加者の1人にポール・コソックがいた。

## 考古学者としてのキャリア

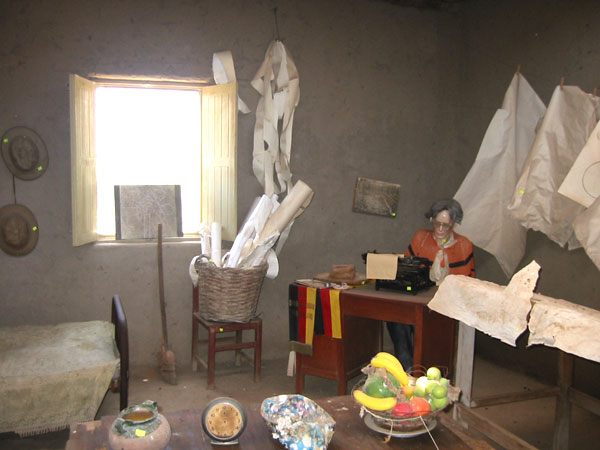
ペルー、ナスカの近くにあるマリア・ライヘ博物館の中にある彼女の仕事場

ライヘは1940年にロング・アイランド大学出身のアメリカ人考古学者ポール・コソックの助手となる。
1941年6月、コソックはナスカの直線が南半球の冬至点に収束することに気付き、ライヘと共にナスカの直線の地図の作成を始め、天文現象との関連性を評価し始めた。後にライヘは直線が夏至点にも収束することを発見し、大規模な天の暦としての機能を持つと提唱した。1946年頃、ライヘは代表的な図形の地図も作成し、18の異なる種類の動物と鳥からなることを決定づけた。コソックが1948年にペルーを離れた後も彼女は仕事を続け、地域一帯の地図を作成。彼女はナスカの人々がどのように大規模な図形を描いたのかを数学的に分析し、これらの図形に非常に洗練された高精度な数学が用いられていることを発見した。ライヘは、地上絵は太陽暦および天体観測台として使われたという説を提唱した。
地上絵の全景を見ることができるのは上空からのみであるため、彼女はペルー空軍の協力を得て写真調査を行った。彼女は自説を "The Mystery of the Desert" という本に著し、巨大な猿の絵はおおぐま座を模したものであると信じた。この著書には他の学者から様々な反応があり、直線は主に天文学的な目的で作られてはいないと言う反応が主なものだったが、ライヘとコソックの功績は学術的な資源となった。広く信じられている説は、雨乞いに関係する宗教的な儀式や崇拝に使われていたと言うものである。
ライヘは "The Mystery of the Desert" の利益を砂漠保存運動や、護衛やアシスタントを雇うために使った。地上絵の一帯はパンアメリカンハイウェイから近かったため、道路による分断や様々な政府の開発計画から地上絵を守るよう提言したり、一帯への一般の往来を制限するよう政府を説得するなどし、自分の財産のほとんどをその運動に費やした。一方で、1977年にはハイウェイの近くに観測塔（ミラドール）を建設し、観光客が地上絵を見やすいようにもした。
1977年、ライヘは非営利団体である "South American Explorers" の創設メンバーとなり、組織の諮問委員会を務め、直線の意義や重要性についてのインタビューを受けた。
1993年、ペルー政府より功労十字勲章 (Medal of Merit in the Degree of Great Cross) を授与され、1994年にはペルー市民となった。
彼女の業績が学術的に認められたのは限定的であったものの、ナスカの地上絵を国際的に知らしめることには成功した。彼女のこの貢献により1994年、ユネスコはナスカの地上絵を世界遺産に登録した。
彼女の生誕115周年に当たる2018年5月15日には、彼女のDoodleが公開された。

## 私生活
パートナーのアメリカ人女性エイミー・メレディスは、ライヘの仕事の手助けもしていた。
晩年には健康状態が悪化。車椅子を必要とするようになり、皮膚疾患や視力の減退、パーキンソン病に苦しんだ。90歳の時に彼女は "Contributions to Geometry and Astronomy in Ancient Peru" を出版した。1998年6月8日、リマの空軍病院にて卵巣がんのため95歳で死去。遺体はナスカの近郊に栄誉礼をもって埋葬された。

## マリア・ライヘ博物館
マリア・ライヘ博物館（Museo Maria Reiche）は、ナスカから北に30キロほど行ったサン・ホセにある、マリアが生前に住んでいた建物を改装した博物館で、土器やミイラ、地上絵に関する展示や、研究室を再現した部屋などがあり、庭にはマリアと妹のレナーテが埋葬されている。